# Paramicromerys manantenina
Paramicromerys manantenina är en spindelart som beskrevs av Huber 2003. Paramicromerys manantenina ingår i släktet Paramicromerys och familjen dallerspindlar.
Artens utbredningsområde är Madagaskar. Inga underarter finns listade i Catalogue of Life.